# Детекція брехні
Детекція брехні — це оцінка вербального твердження з метою виявлення можливого навмисного обману. Детекція брехні може стосуватися когнітивного процесу виявлення обману шляхом оцінки змісту повідомлення, а також невербальних сигналів. Детекцією брехні можна вважати також методами опитування, які використовуються разом із технологіями, що реєструють фізіологічні функції, для встановлення правдивості та брехні у відповідь. Такі методи широко використовується правоохоронними органами в США, але рідко в інших країнах, оскільки він заснований на псевдонауці.
Існує широкий спектр технологій для виявлення брехні. Найбільш поширеним і давно використовуваним засобом є поліграф. У 2003 році Національна академія наук провела комплексний огляд існуючих досліджень, на основі яких був зроблений висновок, що вони налічують замало підстав для очікування надзвичайної точності від тестів на поліграфі.  Немає жодних доказів, які б підтверджували, що невербальний спосіб виявлення брехні, наприклад, за допомогою мови тіла, є ефективним, хоча він і використовується правоохоронними органами.

## Загальна точність та обмеження оцінки
Сукупні дані досліджень свідчать про те, що машини виявляють обман з вищою від випадковості ймовірністю, але зі значним рівнем помилок і що стратегії, які використовуються для «обходу» поліграфів, так звані контрзаходи, можуть бути ефективними. Незважаючи на ненадійність, у деяких країнах, наприклад, у Японії, суд приймає результати поліграфа до уваги. Результати детектора брехні дуже рідко приймаються як докази в судах США.
У 1983 році Офіс Конгресу США з Оцінки Технологій опублікував огляд цієї технології і заявив:
«…наразі існує лише обмежена кількість наукових доказів для встановлення достовірності тестування на поліграфі. Навіть там, де докази вказують на те, що тестування на поліграфі виявляє обман суб'єктів не випадково, можливі значні помилки, а відмінності між екзаменатором і обстежуваним і використання контрзаходів можуть ще більше вплинути на достовірність».
У рецензованій академічній статті 2007 року «Шарлатанство в судовій мовленнєвій науці» автори проаналізували 50 років досліджень детектора брехні та дійшли висновку, що немає наукових доказів того, що детектори брехні, засновані на аналізі голосу, дійсно працюють. Виробник детекторів брехні Nemesysco погрожував подати до суду на академічне видавництво за наклеп, що призвело до видалення статті з онлайн-баз даних. У листі до видавництва юристи Nemesysco написали, що автори статті можуть бути притягнуті до суду за наклеп, якщо вони знову напишуть на цю тему.
Тим не менш, сторонні «шуми» на поліграфі можуть виникати через збентеження або тривогу і не бути пов'язанимиз брехнею. Коли суб'єкти знають, що їх чесніть оцінюють, їх емоційна реакція, особливо тривога, може вплинути на дані. Крім того, психологічні розлади можуть спричинити проблеми з даними, оскільки певні розлади можуть призвести до того, що людина зробить заяву, яку вона вважає правдивою, але яка насправді є вигадкою. Як і під час будь-якого тестування, екзаменатор може спричинити упередження в тесті своєю взаємодією з суб'єктом та інтерпретацією даних.

## Історія

### 20 століття
Вивчення фізіологічних методів для тестів на обман, що вимірюють емоційні розлади, почалося на початку 1900-х років. Вітторіо Бенуссі був першим, хто працював над практичними тестами на обман, заснованими на фізіологічних змінах. Він виявив зміни у співвідношенні вдиху та видиху — дані підтвердив Н.Е.Бертт. Бертт провів дослідження, які підкреслювали зміни кількісного систолічного артеріального тиску. Вільям Моултон Марстон досліджував артеріальний тиск і відзначив, що за допомогою сфігмоманометра Tycos систолічний артеріальний тиск підвищувався на 10мм рт.ст. або вище, завдяки чому він повідомляв про це з точністю 90-100%. У своїх дослідженнях Вільям використовував студентів і реальні судові справи. Потім у 1913 році він визначив систолічний артеріальний тиск осциляторними методами, і його висновки свідчать про певні зміни артеріального тиску під час обману підозрюваних у скоєнні злочинів. У 1921 році Джон Огастес Ларсон розкритикував метод переривчастого артеріального тиску Марстона, оскільки емоційні зміни були настільки короткочасними, що їх можна було втратити. Щоб пристосуватися до цього, він модифікував сфігмограф Ерлангера, щоб видавати безперервну криву артеріального тиску та пульсу, і використав його для дослідження 4000 злочинців. У 1990-х роках група вчених - Стенлі Абрамс, Жан М. Вердьє та Олег Мальцев - розробила нову методологію, що включає шість коефіцієнтів, які позитивно впливають на точність результатів аналізу на детекторі брехні.

### 21 століття
Два метааналізи, проведені до 2004 року, виявили зв'язок між брехнею та збільшенням розміру зіниць і стиснутими губами. Брехуни можуть більше залишатися нерухомими, використовувати менше жестів і уникати зорового контакту. Брехунам може знадобитися більше часу, щоб відповісти на запитання, але з іншого боку, якщо вони встигли підготуватися, вони можуть відповісти швидше, ніж люди, які говорять правду, а також менше говорити і більше повторювати фрази. Вони не кліпають більше та не мають менш розслаблену позу.
Пол Екман використовував систему кодування процесів на обличчі (FACS), і «в поєднанні з вимірюванням голосу та мови [вона] досягає рівня точності виявлення до 90%». Однак наразі немає жодних доказів на підтримку такого твердження. Наразі вона автоматизується для використання в правоохоронних органах і все ще вдосконалюється для підвищення точності. У його дослідженнях використовуються мікровирази, які тривають менше однієї п'ятої секунди, і «можуть передавати емоції, які хтось хоче приховати, наприклад, гнів або провину». Однак «ознаки емоцій не обов'язково є ознаками провини. Невинна людина може боятися і здаватися винною»,— нагадує нам Екман. Як показують його дослідження, при виявленні брехні щодо емоцій найбільше інформації можна отримати з підказок, пов'язаних із виразом обличчя та голосом. У той час як, у випадку брехні стосовно переконань та вчинків, наприклад, у випадку злочинів, важливими елементами є жести та вживані слова. Екман і його соратники підтвердили багато ознак обману, але не публікують їх усі, щоб не навчати злочинців.
Джеймс Пеннебейкер використовує метод лінгвістичного дослідження та підрахунку слів (LIWC), опублікований Лоуренсом Ерлбаумом, для проведення аналізу письмового контенту. Він стверджує, що цей метод має точність у передбаченні брехні. Пеннебейкер називає свій метод «значно ефективнішим за людське судження у правильному визначенні того, чи є оманливими або правдивими зразки текстів»; точність його методу становить 67%, тоді як у навчених людей точність становить 52%. У цьому дослідженні було використано п'ять експериментальних процедур. У дослідженнях 1-3 учасників просили вимовити, написати від руки або надрукувати правдиве чи неправдиве твердження про аборт. Учасникам випадковим чином було призначено сказати правдиве чи неправдиве твердження. Дослідження 4 зосереджувалося на почуттях до друзів, а в дослідженні 5 студентів залучали до інсценування злочину та просили збрехати. Людських суддів попросили оцінити правдивість 400 повідомлень про аборти. Судді читали або дивилися повідомлення і давали відповідь «так» або «ні», чи було це повідомлення неправдивим, чи ні. LIWC правильно класифікував 67% повідомлень про аборт, а судді правильно класифікували 52%. Його дослідження виявило, що обман часто має такі три основні ознаки на письмі. Перша — це менша кількість займенників першої особи, таких як «я», «мені», «мій», «моє», «себе» (в однині), а також «ми», «нас», «наш» і «ми самі» (множина). Ті, хто брешуть, «уникають визнання власності, дистанціюються від своїх історій і намагаються не брати на себе відповідальність за свою поведінку», а також використовують більше негативних емоцій, таких як «ненависть, нікчемність і сум». По-друге, вони використовують "кілька слів-виключень, таких як «крім», «але» або «ні», коли «розмежовують те, що вони зробили, і те, чого вони не робили».
Нещодавно в роботі К.А.Морган III і Г.А.Хезлетт було надано докази того, що комп'ютерний аналіз вмісту мовлення, отриманого під час когнітивного інтерв'ю (тобто довжини відповіді та кількості унікальних слів), забезпечує метод виявлення обману, який є значно кращим, ніж професійні судження фахівців і корисних для розрізнення справжніх і фальшивих тверджень дорослих про вплив дуже стресових, потенційно травматичних подій. Цей метод особливо перспективний, оскільки він неконфронтаційний, а також науково обґрунтованим і міжкультурний.

## Техніка опитування та тестування
Зазвичай існує три типи запитань, які використовуються при тестуванні на поліграфі або аналізі голосового стресу: 
Запитання, які не мають відношення до суті, встановлюють базовий рівень для порівняння інших відповідей, задаючи прості питання з очевидними відповідями "так" чи "ні".
Питання на порівняння мають опосередкований зв'язок з подією чи обставинами, і вони призначені для того, щоб спонукати суб'єкта до брехні.
Відповіді на релевантні запитання (які власне стосуються предмету перевірки на брехню) порівнюються із відповідями на контрольні запитання (які мають відображати хибні відповіді) та нерелевантними запитаннями (які мають відображати правдиві відповіді).
Тест з контрольними запитаннями (CQT) використовує контрольні запитання з відомими відповідями як фізіологічну основу для порівняння з запитаннями, що стосуються конкретного інциденту. Контрольне запитання повинно викликати більшу фізіологічну реакцію, якщо було сказано правду, і меншу фізіологічну реакцію у випадку брехні. Тест на виявлення вини (GKT) — це формат із кількома варіантами відповідей, у якому зачитуються варіанти відповідей або одна правильна відповідь і додаткові неправильні відповіді та фіксується фізіологічна реакція. Контролем є неправильні альтернативні відповіді. Більша фізіологічна реакція повинна бути на правильну відповідь. Суть тесту полягає в тому, щоб визначити, чи володіє суб'єкт знаннями про певну подію.
На додаток до того, що тест може не визнавати людей невинними, існують також проблеми, пов'язані з тим, що деякі правопорушники можуть мати більшу фізіологічну реакцію на контрольне запитання, ніж на конкретне запитання, що ускладнює визначення вини за допомогою цього методу, навіть якщо люди не використовують спеціальних прийомів, щоб обдурити тест. Хоча проблеми з частотою хибнопозитивних і хибнонегативних результатів CQT обговорювалися вище, існують також методологічні проблеми, пов'язані з тим, як прихильники CQT визначають точність тесту. У зв'язку з тим, що точність CQT часто визначається через те, чи особа, яка проходить тест, надає поліції зізнання у скоєнні злочину після його проведення, це означає, що випадки, коли з людини знімають звинувачення після проходження поліграфа або, в гіршому випадку, вона дає неправдиве зізнання, хоча насправді є невинуватою, не беруться до уваги, коли йдеться про визначення точності тесту. Інша проблема полягає в тому, що через те, як проводиться CQT і як працює процес детектор брехні, тільки ті люди, які були визнані брехунами, далі допитуються для отримання зізнання. Це означає, що результат поліграфа та зізнання не є незалежними одне від одного, що робить дуже складним використання зізнання як єдиного визначального фактора точності тесту. Ці методологічні проблеми надають неправдиві докази, які підтверджують продовження використання цього тесту, незважаючи на численні недоліки, які він має. Хоча можна сказати, що використання цього тесту як поліцейського інструменту є корисним, оскільки він іноді може надати точну інформацію, ймовірність того, що він спричинить надмірні труднощі для людей, які насправді невинні, і втрачає час у процесі, робить цей метод дуже ненадійним для використання правоохоронцями.
Обидва методи вважаються упередженими щодо невинних, оскільки винні, які бояться наслідків викриття, можуть бути більш вмотивовані обманювати під час тестування. Різні техніки (які можна знайти в Інтернеті) можуть навчити людей змінювати результати тестів, зокрема скручувати пальці на ногах і прикушувати язик. Принаймні одне дослідження показало, що ментальна арифметика неефективна, особливо серед студентів, які рахують у зворотному напрямку до семи. Дослідження встановило, що при тестуванні на визнання провини суб'єкти можуть фокусуватися на альтернативних відповідях та робити вигляд, ніби вони невинні.

## Поліграф
Детектор брехні зазвичай включає поліграф, який використовується для перевірки обох стилів обману. Він виявляє вегетативні реакції, такі як мікровирази, частота дихання, провідність шкіри та частота серцевих скорочень . Мікроекспресії — це короткі та неповні невербальні зміни у виразі обличчя, тоді як решта демонструє активацію нервової системи. Цими змінами у функціях тіла нелегко керувати свідомо. Вони також можуть враховувати частоту дихання, артеріальний тиск, розширення капілярів і м'язові рухи. Під час перевірки на поліграфі суб'єкт носить прилад для вимірювання артеріального тиску. Дихання вимірюється шляхом носіння пневмографів навколо грудної клітини, і, нарешті, на пальці суб'єкта накладають електроди для вимірювання провідності шкіри. Щоб визначити істинність, передбачається, що суб'єкт демонструватиме більше ознак страху, відповідаючи на контрольні запитання, відомі екзаменатору, порівняно з відповідними запитаннями, де відповіді невідомі. Поліграфи більше зосереджуються на прогнозуванні вини, порівнюючи відповіді учасника на контрольні запитання, нерелевантні запитання та релевантні запитання, щоб оцінити збудження, яке потім інтерпретується як прояв страху і передбачає обман. Якщо людина демонструє обман, то у відповідях на релевантні запитання відбудуться зміни у вегетативних реакціях збудження. Результати вважаються непереконливими, якщо немає коливань у відповідях на жодне з питань.
Передбачається, що ці показники вказують на короткочасну реакцію на стрес, яка може бути викликана брехнею або значущістю для суб'єкта. Проблема полягає в тому, що вони також пов'язані з розумовими зусиллями та емоційним станом, тому на них можуть впливати, наприклад, страх, гнів і здивування. Цю техніку також можна використовувати з CQT і GKT.
Урядові установи Сполучених Штатів, такі як Міністерство оборони, національної безпеки, митниці та прикордонна служба і навіть Міністерство енергетики зараз використовують поліграф. Вони регулярно користуються цими установами для перевірки співробітників.
Критики стверджують, що «детектор брехні» за допомогою поліграфії не має наукової обґрунтованості, оскільки не є науковою процедурою. Люди знайшли способи спробувати обдурити систему, наприклад, приймати заспокійливі засоби, щоб зменшити тривогу; використання антиперспірантів для запобігання потовиділення; і розміщення шпильок або кусання частин рота після кожного запитання, щоб продемонструвати постійну фізіологічну відповідь. З розвитком технологій і досліджень багато хто відмовився від поліграфії через недоліки цього способу виявлення брехні. Прихильники поліграфа стверджують, що його точність становить 70%, що на 16% краще, ніж виявлення брехні серед населення в цілому. Той, хто провалив тест, швидше зізнається, ніж той, хто пройшов, сприяючи тому, що поліграфологи не дізнаються про помилки, які вони зробили, і, таким чином, вдосконалюються.

## Аналіз голосового стресу
Аналіз голосового стресу (також званий аналізом голосового ризику) використовують комп'ютери для порівняння висоти, частоти, інтенсивності та мікротремтіння. Таким чином, аналіз голосу «виявляє найменші зміни в голосі, які, як вважається, сигналізують про брехню». Його можна використовувати навіть потайки по телефону, і ним користуються банківські та страхові компанії, а також уряд Сполученого Королівства. Банки та страхові компанії оцінюють правдивість клієнтів у певних ситуаціях за допомогою комп'ютерів, які записують відповіді. Потім програмне забезпечення порівнює контрольні запитання з відповідними запитаннями, оціненими на обман. Однак його надійність була предметом дискусій у рецензованих журналах. «Коли людина бреше, мимовільна інтерференція нервів змушує голосові зв'язки виробляти спотворену звукову хвилю, а саме рівень частоти, який відрізняється від того, що виробляє та ж людина, коли говорить правду».
Кілька досліджень, опублікованих у рецензованих журналах, показали, що VSA працює на рівні випадковості, коли мова йде про виявлення обману. Horvath, McCloughan, Weatherman, and Slowik (2013), наприклад, протестували VSA на записах допитів 74 підозрюваних. Вісімнадцять з цих підозрюваних пізніше зізналися, що робить обман найбільш вірогідною правдою. З 48% точної класифікації, VSA спрацював на рівні випадковості. Кілька інших досліджень показали подібні результати (Damphousse, 2008; Harnsberger, Hollien, Martin, & Hollien, 2009). У 2003 році Національна дослідницька рада зробила висновок: «Загалом, це дослідження і кілька контрольованих тестів, проведених за останнє десятиліття, дають мало або зовсім не дають наукової основи для використання комп'ютерного аналізатора голосового стресу або подібних інструментів для вимірювання голосу».

## Невербальна поведінка
Люди часто оцінюють брехню на основі невербальної поведінки, але швидко надають занадто великого значення оманливим індикаторам, таким як: уникнення зорового контакту, збільшення пауз між висловлюваннями та надмірні рухи руками або ногами. Такі пристрої як детектор брехні Silent Talker відстежують велику кількість мікровиразів протягом часових проміжків і кодують їх у великі вектори, які класифікуються штучним інтелектом або статистичними класифікаторами як такі, що демонструють правдиву або оманливу поведінку.
Доктор Алан Хірш з відділення неврології та психіатрії Пресвітеріанського університету Раша, Медичний центр Люка в Чикаго, пояснив «синдром Піноккіо» або «ефект Піноккіо» так: кров приливає до носа, коли люди брешуть. Ця додаткова кров може викликати свербіж у носі. Як наслідок, люди, які відтягують правду, схильні або чухати ніс, або частіше торкатися до нього.

### Відстеження рухів очей
Джон Кірчер, Дуг Хакер, Енн Кук, Ден Вольц і Девід Раскін розробили технологію відстеження рухів очей в Університеті Юти, яку вони вважають альтернативою поліграфу. Це не емоційна реакція, як поліграф та інші методи, а скоріше когнітивна реакція. Ця технологія вимірює розширення зіниць, час реакції, час читання і перечитування, а також помилки. Дані записуються під час того, як суб'єкти відповідають на запитання типу "правда чи не правда" на комп'ютері.
Вони виявили, що брехня вимагає більше зусиль, ніж розкриття правди, тому їхня мета полягає в тому, щоб знайти ознаки прикладенних зусиль. Люди, які не говорять правду, можуть, наприклад, мати розширені зіниці, а відповідати на запитання їм потрібно більше часу.
Відстеження погляду має низку переваг над поліграфом: нижча вартість, 1/5 часу на проведення, суб'єктів не потрібно ні до чого «підключати», і для проведення тесту не потрібні кваліфіковані поліграфологи. Технологія не пройшла рецензування.

## Спостереження за мозком
Когнітивна хронометріюя, або вимірювання часу, необхідна для виконання розумових операцій, може бути використана для того, щоб відрізнити брехню від правди. Одним з останніх інструментів, що використовує когнітивну хронометрію з цією метою, є алетіометр з часовою антагоністичною реакцією, або TARA.
Зчитування мозку використовує фМРТ і кілька вокселів, активованих у мозку, викликаних подразником, щоб визначити, що мозок виявив, і чи є це знайомим.
Функціональна ближня інфрачервона спектроскопія (fNRI) також виявляє кисень і активність у мозку, як і fMRI, але натомість вона дивиться на рівень кисню в крові. Вона має перевагу перед фМРТ, оскільки є портативною, проте її роздільна здатність зображення нижча, ніж у фМРТ.
Оскільки існують різні стилі брехні, спонтанний або штучний обман створюється на основі суміші інформації, яка вже зберігається в семантичній та епізодичній пам'яті . Він ізольований і його легше створити, оскільки в ньому відсутня перехресна перевірка збігу з повною картиною ситуації. Цей стиль протиставляє завчену брехню, яка не така багата на деталі, але витягнута з пам'яті. Вони часто вписуються в реальний сценарій, щоб полегшити пригадування.

### Функціональний транскраніальний допплер (fTCD)
Нещодавні розробки, які дозволяють проводити неінвазивний моніторинг за допомогою функціональної транскраніальної допплерографії (fTCD), показали, що для успішного вирішення проблем використовується стратегія дискретних знань (DKS), яка вибирає нейронні шляхи, представлені в одній півкулі, тоді як невдалий результат передбачає стратегію недискретних знань (nDKS). Поліграфічний тест можна розглядати як завдання для робочої пам'яті. Це свідчить про те, що модель DKS може мати корелят у мнемонічних операціях. Іншими словами, модель DKS може мати дискретну базу знань (DKB) основних компонентів, необхідних для вирішення завдання, тоді як для nDKS DKB відсутній, і, отже, відбувається «глобальний» або двопівкульний пошук. На основі останньої передумови було розроблено систему «детектора брехні», як описано в United States Patent No. 6,390,979 . У відповідь на запитання, які містять правильні та неправильні відповіді, отримують схему зміни швидкості кровотоку. Неправильна відповідь викликає двопівкульну активацію, а правильна — односторонню. Когнітивна поліграфія, заснована на цій системі, позбавлена будь-якого суб'єктивного контролю психічних процесів і, отже, обіцяє високу надійність і конкретність; однак це ще належить перевірити судово-медичною практикою. Дивіться також когнітивну біометрію.

### Потенціали, пов'язані з подіями (ERP)
Потенціали, пов'язані з подіями, оцінюють розпізнавання і, отже, можуть або не можуть бути ефективними в оцінці обману. У дослідженнях ERP оцінюються амплітудні хвилі P3, причому ці хвилі є великими, коли об'єкт впізнається. Однак було виявлено, що амплітуди P100 мають значну кореляцію з рейтингами надійності, важливість яких буде обговорюватися в розділі ЕЕГ. Це, разом з іншими дослідженнями, дає підстави стверджувати, що оскільки дослідження ERP покладаються на швидкі процеси сприйняття, вони «є невід'ємною частиною виявлення обману».

### Електроенцефалографія (ЕЕГ)
Електроенцефалографія, або ЕЕГ, вимірює мозкову активність за допомогою електродів, прикріплених до шкіри голови суб'єкта. Мета полягає в тому, щоб виявити розпізнавання значущих даних за допомогою цієї активності. Зображення або об'єкти показуються суб'єкту, а методи опитування реалізуються для визначення впізнавання. Це можуть бути, наприклад, зображення з місця злочину.
Сприйняття надійності інтерпретується людиною на основі погляду на обличчя, і ця надійність зменшується, коли хтось бреше. Такі спостереження є «надто тонкими, щоб бути явно обробленими спостерігачами, але [дійсно] впливають на неявні когнітивні та емоційні процеси». Ці результати в дослідженні Хойссена, Бінкофскі та Джолія були отримані за допомогою дослідження з парадигмою N400, що включає дві умови в рамках експерименту: правдиві обличчя та брехливі обличчя. Обличчя спалахували протягом 100 мс, а потім учасники оцінювали їх. Однак обмеження цього дослідження полягають у тому, що в ньому взяли участь лише 15 учасників, а середній вік становив 24 роки.
Алгоритми машинного навчання, застосовані до даних ЕЕГ, також використовувалися для розшифровки того, вірив чи не вірив суб'єкт заяві, з точністю ~90%. Ця робота стала продовженням роботи Сема Гарріса та його колег і ще раз продемонструвала, що віра передує невірі в часі, припускаючи, що мозок може спочатку приймати твердження як достовірний опис світу (віра), перш ніж відкинути це поняття (невіра). Розуміння того, як мозок оцінює правдивість описового твердження, може бути важливим кроком у створенні методів виявлення брехні на основі нейровізуалізації.

### Функціональна магнітно-резонансна томографія (фМРТ)
Функціональна магнітно-резонансна томографія вивчає центральну нервову систему, порівнюючи час і топографію активності в мозку для виявлення брехні. У той час як поліграф виявляє зміни в активності периферичної нервової системи, фМРТ має потенціал виявити брехню в «джерелі».
фМРТ використовує електромагніти для створення послідовностей імпульсів у клітинах мозку. Потім фМРТ-сканер виявляє різні імпульси та поля, які використовуються для розрізнення тканинних структур і відмінності між шарами мозку, типом речовини та здатністю бачити новоутворення. Функціональний компонент дозволяє дослідникам побачити активацію в мозку з плином часу та оцінити ефективність і зв'язок шляхом порівняння використання крові в мозку, що дозволяє визначити, які частини мозку використовують більше кисню і, таким чином, використовуються під час виконання конкретного завдання. Дані фМРТ були досліджені через призму алгоритмів машинного навчання, щоб розшифрувати, вірять чи не вірять суб'єкти твердженням, починаючи від математичних, семантичних закінчуючи релігійними.
Історично склалося так, що тести на детекторі брехні фМРТ не були допущені до судових розглядів як докази, найвідомішою спробою була справа про страхове шахрайство Харві Нейтана у 2007 році. Відсутність юридичної підтримки не завадила таким компаніям, як No Lie MRI і CEPHOS, пропонувати приватні фМРТ сканування для перевірки обману. У той час як дослідження фМРТ щодо обману стверджують, що точність виявлення досягає 90 %, багато хто має проблеми з реалізацією цього стилю виявлення. Можна використовувати лише відповіді «так» або «ні», що дає можливість гнучкості щодо правди та стилю брехні. Деякі люди не можуть пройти такий тест, наприклад, ті, хто має медичні захворювання, клаустрофобію або імплантати.

## Наркотики
Наркотики правди, такі як тіопентал натрію, етанол і канабіс (історично кажучи), використовуються з метою отримання точної інформації від небажаного суб'єкта. Доведено, що інформація, отримана за допомогою публічно оприлюднених препаратів правди, є вкрай ненадійною, оскільки суб'єкти, вочевидь, вільно змішують факти і фантазії. Значною мірою заявлений ефект ґрунтується на переконанні суб'єктів у тому, що вони не можуть збрехати, перебуваючи під впливом препарату.

## Читайте також
- Екологічна помилка
- Криміналістика в античності
- Ідентифікація думки
- Аналіз голосового ризику
- Обман